# هندريك سي فان دي هولست
هندريك سي فان دي هولست (بالهولندية: Hendrik C. van de Hulst)‏ (و. 1918 – 2000 م) هو عالم فلك، وعالم فيزياء فلكية، وأستاذ جامعي، ورياضياتي من مملكة هولندا . ولد في أوترخت. وكان عضواً في الجمعية الملكية، والأكاديمية الملكية الهولندية للفنون والعلوم، والأكاديمية الأمريكية للفنون والعلوم .
توفي في ليدن، عن عمر يناهز 82 عاماً.

## التعليم
تعلم في جامعة أوتريخت

## مناصب وهيئات
أدار جامعة ليدن.

## جوائز وترشيحات
حصل على جوائز منها:
- وسام كارل شفارنسشيلد (1995)
- وسام بروس (1978)
- وسام إدينجتون (1955)
- وسام هنري درابر (1955)
- جائزة رسوم الأكاديمية  [لغات أخرى]‏.

ترشح لـ:
- جائزة نوبل في الفيزياء (1964)[9]
- جائزة نوبل في الفيزياء (1961)[9]
- جائزة نوبل في الفيزياء (1960)[9]
- جائزة نوبل في الفيزياء (1958)[9]
- جائزة نوبل في الفيزياء (1957)[9]
- جائزة نوبل في الفيزياء (1956)[9]
- جائزة نوبل في الفيزياء (1955).[9]